# Agoraea venosa
Agoraea venosa là một loài bướm đêm thuộc phân họ Arctiinae, họ Erebidae.